# Museu da Família Pompeu
O Museu da Família Pompeu é um museu privado brasileiro localizado na cidade de Pirenópolis, estado de Goiás. 
O museu está localizado num casarão do século XVIII construído pelo comendador Joaquim Alves de Oliveira, onde, em 1830, funcionou a sede do primeiro jornal de Goiás: A Matutina Meiapontense. O acervo é constituído por fotografias, peças, jornais e instrumentos que iluminam a história regional.
A visitação não é livre. Para acessar o museu é preciso agendar data e só é possível fazer a visita em grupo.

## História
O museu está localizado em uma típica casa do século XVII, em Pirenópolis, na região do planalto central brasileiro, a 130km de distância de Goiânia. Ele foi construído pelo comendador Joaquim Alves de Oliveora. Trazida uma oficina tipográfica nos lombos de uma mula do Rio de Janeiro, o Comendador Joaquim Alves de Oliveira fundou a Typografia de Oliveira na casa onde hoje funciona o museu da Família Pompeu.  Em 5 de Março de 1830, foi publicado o Matutina Meiapotense, que hoje é onde está localizado o museu. Foi o primeiro jornal brasileiro publicado fora de uma capital, tornou-se um marco na imprensa nacional. De características liberais para época, e utilizando o humor e bom-senso, o Matutina Meiapotense publicou diversas matérias a respeito dos direitos humanos, éticas e cidadania. Ele durou quatro anos, fechou em 24 de Maio de 1934. Algumas de suas publicações foram também a respeito dos governos provinciais de Mato Grosso e Goiás. 